# Мать (фильм, 1926)
«Мать» — немой советский художественный фильм, поставленный в 1926 году режиссёром Всеволодом Пудовкиным по роману А. М. Горького «Мать». Первая полнометражная работа режиссёра. Автором сценария выступил Натан Зархи.
Премьера состоялась в СССР 15 марта 1927 года.

## Сюжет
Действие фильма начинается со сцены ссоры в семье Власовых. Тем самым уже изначально сталкиваются в контрдействии сын-революционер Павел Власов и его отец, пьяница и черносотенец, который в конечном счёте и погибает в одной из инсценированных черносотенцами драк. Павел Власов же продолжает заниматься революционной деятельностью, в связи с чем он вынужден прятать у себя дома оружие. Что его и погубило, так как мать, при очередном обыске, выдала место нахождения запрещённого оружия в надежде, что это поможет сыну избежать тюрьмы. Однако уже в следующем эпизоде — сцена суда — Ниловна прозревает, что её обманули, и становится на путь революции. Павла Власова же осуждают и заключают в тюрьму, где он не намерен долго оставаться. Власов начинает готовиться к побегу, который должен состояться во время Первомайской демонстрации. Побег был успешен. Павел Власов присоединяется к митингующей толпе, где он находит свою мать. Однако новость о демонстрации уже доведена до сведения властей, которые высылают на её разгон отряд конной полиции. В результате перестрелки Павел Власов погибает в объятиях матери, а она, потеряв сына, берёт в руки древко с Красным Знаменем и, с гордо поднятой головой, погибает под копытами жандармских коней.

## В ролях
- Вера Барановская — Ниловна, мать

- Николай Баталов — Павел Власов
- Александр Чистяков — Власов-отец
- Иван Коваль-Самборский — Весовщиков, молодой рабочий
- Всеволод Пудовкин — офицер полиции
- Иван Бобров — молодой арестант
- Александр Громов — революционер
- Владимир Уральский — студент
- Н. Видонов — рабочий
- Анна Земцова — Анна, курсистка
- Фёдор Иванов — надзиратель тюрьмы
- Василий Савицкий — приказчик-черносотенец
- Вячеслав Новиков — рабочий (нет в титрах)
- П. Полторацкий — судья (нет в титрах)
- Степан Борисов — черносотенец

## Показ
Фильм вышел на экраны в СССР 15 марта 1927 года.
В том же году копию фильма отправили в Сорренто к Горькому. По воспоминаниям Анастасии Цветаевой, на закрытом просмотре фильма, устроенном в местном кинотеатре с согласия фашистских властей, присутствовали А. М. Горький, его сын Максим, доставивший фильм советский полномочный представитель, литератор-розенкрейцер Б. М. Зубакин, а также представители фашистской администрации в Сорренто.